# Desa Cibungur (administrativ by i Indonesien, Banten, lat -6,71, long 106,16)
Desa Cibungur är en administrativ by i Indonesien.   Den ligger i provinsen Banten, i den västra delen av landet, 90 km sydväst om huvudstaden Jakarta.